# Thomas Pilkington (Ritter)
Sir Thomas Pilkington of Pilkington (* um 1430; † nach 1486) war ein englischer Ritter.

## Leben
Thomas Pilkington war der älteste von drei Söhnen des Edmund Pilkington.
Er war Gutsherr von Pilkington, Bury und Bolton in Lancashire. Von 1463 bis 1465, von 1472 bis 1473 und 1482 diente er als Sheriff von Lancashire.
Er erhielt von König Eduard IV. die Erlaubnis seine Häuser Stand Hall und Bury wehrhaft auszubauen. Thomas Pilkington wurde zum Constable of Manchester und Bailiff of Salford (1473) ernannt. Im selben Jahr erhielt er die Aufgabe (engl. Commission), die durch James und Robert Harrington besetzten Ländereien zu konfiszieren.
Thomas Pilkington erhielt zwischen 1473 und 1475 den Ritterschlag als Knight Bachelor und wurde auf dem Schottlandfeldzug bei der Einnahme von Berwick am 24. Juli 1482 zum Knight Banneret geschlagen. Laut einer Quelle soll Sir Thomas 1475 zum Knight of the Bath geschlagen worden sein.
Er war ein kompromissloser Anhänger des Hauses York, zählte zum engeren Kreis an Getreuen um Richard III. und kämpfte während der Rosenkriege bei der Schlacht von Bosworth und bei Stoke.
Nach der Niederlage bei Bosworth ließ der siegreiche Heinrich VII. Sir Thomas durch Parlamentsbeschluss ächten (Bill of Attainder) und dessen Ländereien und Besitzungen wurden konfisziert und gingen an Thomas Stanley, 1. Earl of Derby. Manche Quellen berichten, dass Sir Thomas 1485/86 Pardon erhielt, und einer anderen Quelle zufolge wurde Sir Thomas 1485 überhaupt nicht enteignet. Höchstwahrscheinlich fiel Sir Thomas 1487 bei der Schlacht von Stoke. Nur eine Quelle spricht davon, dass er die Schlacht überlebt hat, 1506 Pardon erhielt und 1508 starb.

## Ehe und Nachkommen
Sir Thomas Pilkington war verheiratet mit Margaret Harrington.
Das Paar hatte zumindest einen Sohn:
- Roger ⚭ Alice, Tochter des Sir John Savage[1]

Sir Thomas hatte noch einen illegitimen Sohn:
- Arthur[17]